# Richard Nový
Richard Nový (* 3. April 1937 in Prag) ist ein ehemaliger tschechoslowakischer Ruderer, der 1964 eine olympische Medaille gewann. 

## Sportliche Karriere
Der 1,84 m große Richard Nový nahm 1960 im Vierer mit Steuermann an den Olympischen Spielen in Rom teil. Petr Pulkrábek, Oldřich Tikal, Pavel Hoffman, Richard Nový und Steuermann Miroslav Koníček gewannen ihren Vorlauf, verpassten aber als Sechste ihres Halbfinales den Finaleinzug.
Drei Jahrs später gewann Nový mit dem tschechoslowakischen Achter die Bronzemedaille bei den Europameisterschaften 1963 hinter den Booten aus Deutschland und der Sowjetunion.
Bei den Olympischen Spielen 1964 in Tokio ruderten Petr Čermák, Jiří Lundák, Jan Mrvík, Július Toček, Josef Věntus, Luděk Pojezný, Bohumil Janoušek, Richard Nový und Steuermann Miroslav Koníček im tschechoslowakischen Achter, nur Čermák und Toček waren im Vorjahr nicht beim Gewinn der Europameisterschaftsmedaille dabei gewesen. Bei der Olympischen Regatta in Tokio gewannen die Boote aus Deutschland, der Tschechoslowakei und der Sowjetunion die Vorläufe, drei weitere Boote erreichten über die Hoffnungsläufe den Endlauf. Im Finale siegte der Achter aus den Vereinigten Staaten mit fünf Sekunden Vorsprung vor dem deutschen Achter, knapp zwei Sekunden dahinter erreichten die Tschechoslowaken als Dritte das Ziel.